# Miguel Sincelo
Miguel Sincelo (em grego: Μιχαήλ Σύγκελλος; romaniz.: Michaí̱l Sýnkellos; c. Jerusalém, 761 - Constantinopla, 4 de janeiro de 846) foi um homilista, gramático e santo de origem persa (árabe). Ordenado padre já em 786, tornou-se sincelo do patriarca Tomé I de Jerusalém em 811 e foi enviado poucos anos depois, em 815, para Roma para tratar de assuntos financeiros, políticos e religiosos. Quando retornava, acabou preso em Constantino sob acusação de ser um iconódulo e sofreu perseguição dos imperadores bizantinos. Em 843, tornou-se sincelo do patriarca Metódio I de Constantinopla e hegúmeno do Mosteiro de Chora. Fora sua carreira religiosa, Miguel produziu uma vasta obra literária, da qual tornou-se famoso por seu tratado sobre gramático. Miguel foi elogiado por um hagiógrafo contemporâneo anônimo e mais tarde por Nicéforo Gregoras.

## Biografia
Nascido em Jerusalém, ingressou na Lavra (mosteiro) de São Savas em 786 e foi ordenado padre. Cerca de 811, tornou-se sincelo do patriarca de Jerusalém Tomé I. Em 815, Miguel foi enviado por Tomé I para Roma para solicitar assistência financeira e para discutir problemas teológicos e políticos. Na volta, foi preso em Constantinopla como um iconódulo e sofreu perseguições sob os imperadores Leão V, o Armênio (r. 813–820) e Teófilo (r. 829–842) dado sua relação estreita com Teodoro Grapto e Teófanes Grapto. Em 843, Miguel tornou-se sincelo do patriarca de Constantinopla Metódio I e hegúmeno do Mosteiro de Chora.
Em Edessa ca. 811-813, Miguel escreveu um tratado sobre sintaxe com base em antigos gramáticos, sendo este o mais antigo livro bizantino preservado sobre o assunto; a obra divide-se em oito capítulos, do substantivo à conjunção. Especialmente popular do século XIII em diante, sua obra sobreviveu em cerca de 100 manuscritos. Além de seu tratado, Miguel compôs homílias e encomia sobre santos, dentre as quais aquela dos 42 mártires de Amório, embora sua autoria seja questionável; um relato polêmico incorporada à Crônica de Jorge Hamartolos pode ser de sua autoria. Miguel também produziu hinos litúrgicos e um poema anacreôntico sobre a restauração das imagens. Miguel foi elogiado por um hagiógrafo contemporâneo anônimo e mais tarde por Nicéforo Gregoras.